# ثنائي الأعماق
ثنائي الأعماق أو شاركي وجورج هو مسلسل رسوم متحركة فرنسي كندي يتكون من جزئين و 52 حلقة عرض لأول مره بين عامي 1990-1992 وتمت دبلجة المسلسل للغة العربية .

## روابط خارجية
- ثنائي الأعماق على موقع IMDb (الإنجليزية)
- ثنائي الأعماق على موقع كينوبويسك (الروسية)

- Sharky & George at IMDB
- Sharky & George at ClassicKidsTV.co.uk